# 6422 Akagi
6422 Akagi è un asteroide della fascia principale. Scoperto nel 1994, presenta un'orbita caratterizzata da un semiasse maggiore pari a 2,6232932 UA e da un'eccentricità di 0,1534900, inclinata di 14,62807° rispetto all'eclittica.